# Scherpenheuvel-Zichem

Scherpenheuvel-Zichems vapen

Scherpenheuvel-Zichems läge inom provinsen Vlaams-Brabant

Scherpenheuvel-Zichem är en kommun i provinsen Vlaams-Brabant i regionen Flandern i Belgien. Scherpenheuvel-Zichem hade 22 317 invånare per 1 januari 2008.

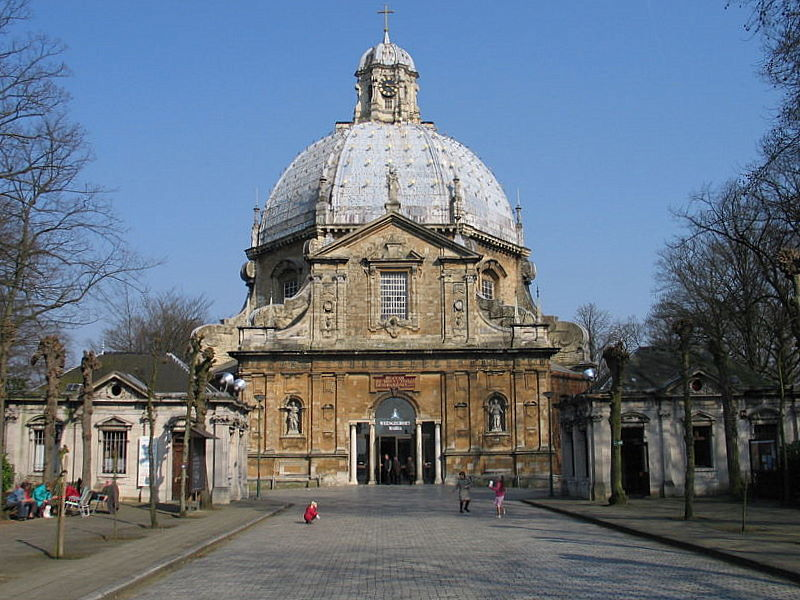

I Scherpenheuvel finns en basilika som är Belgiens främsta katolska pilgrimsmål.